# 畦元将吾
畦元 将吾（あぜもと しょうご、1958年〈昭和33年〉4月30日 - ）は、日本の診療放射線技師、実業家、政治家。自由民主党所属の元衆議院議員（2期）。
厚生労働大臣政務官、党副幹事長、環境委員会理事などを歴任。

## 来歴
広島市出身。安田学園安田小学校、あきる野市立秋多中学校、山陽学園山陽高等学校を経て1980年3月、国際医学総合技術学院（現：岐阜医療科学大学） 診療放射線技師科を卒業。
同年、社会保険広島市民病院 （現：広島市民病院）放射線科。1985年、横河メディカルシステム株式会社（現：GEヘルスケア・ジャパン株式会社）入社。1999年、有限会社オフィス・アゼモト設立 （後の株式会社AZE）代表取締役社長 就任。2014年、日本診療放射線技師会理事に就任。同年、日本診療放射線技師連盟副理事長に就任。
2013年の第23回参議院議員通常選挙に自由民主党公認候補として比例区から立候補するが落選。その後、2016年の第24回参議院議員通常選挙に自由民主党公認候補として再度、比例区から立候補するが落選。2017年、第48回衆議院議員総選挙に比例中国ブロックから自由民主党比例名簿21位（単独）で立候補するが次点で落選。
2019年7月、同ブロックで当選し衆議院議員であった三浦靖が第25回参議院議員通常選挙の比例区に立候補し、公職選挙法の規定で衆議院議員を退職（自動的に失職）したことにより、同月11日の選挙会で畦元が繰り上げ当選となった。
2021年、第49回衆議院議員総選挙に比例中国ブロックから単独20位で立候補し、再選。
2024年3月、岐阜医療科学大学大学院保健医療学研究科保健医療学専攻修士課程修了。
2024年10月27日執行の第50回衆議院議員総選挙では、本来の比例中国ブロックが定数削減の影響で、選挙区調整に伴う複数の候補者を上位順位で擁立する影響もあり、畦元は比例東京ブロックの単独第23位で擁立されることとなった。比例単独候補の中では最上位であったものの第1位で重複立候補している候補者が全員当選せず、落選。
2024年12月26日、翌年7月の第27回参議院議員通常選挙参議院比例区公認候補として擁立することが自民党から発表された。2025年7月20日の投開票の結果、落選。

## 政策・主張
- アベノミクスを評価[12]。
- 安全保障関連法案の成立を評価[12]。
- 教育無償化にどちらかといえば賛成[12]。
- 憲法改正に賛成。改正すべき項目に戦争放棄と自衛隊、憲法改正の手続、衆議院解散を上げている[12]。
- 「消費税0％の検討」を掲げた『国民を守るための「真水100兆円」令和2年度第2次補正予算に向けた提言』に賛同している[13]。

## 選挙歴
| 当落 | 選挙                     | 執行日         | 年齢 | 選挙区           | 政党       | 得票数    | 得票率 | 定数 | 得票順位 /候補者数 | 政党内比例順位 /政党当選者数 |
| ---- | ------------------------ | -------------- | ---- | ---------------- | ---------- | --------- | ------ | ---- | ------------------ | ---------------------------- |
| 落   | 第23回参議院議員通常選挙 | 2013年07月21日 | 55   | 参議院比例区     | 自由民主党 | 2万8519票 | ーー   | 48   | /                  | 26/18                        |
| 落   | 第24回参議院議員通常選挙 | 2016年07月10日 | 58   | 参議院比例区     | 自由民主党 | 3万7731票 | ーー   | 48   | /                  | 24/19                        |
| 繰当 | 第48回衆議院議員総選挙   | 2017年10月22日 | 59   | 比例中国ブロック | 自由民主党 | ーー票    | ーー   | 11   | /                  | 6/5                          |
| 当   | 第49回衆議院議員総選挙   | 2021年10月31日 | 63   | 比例中国ブロック | 自由民主党 | ーー票    | ーー   | 11   | /                  | 6/6                          |
| 落   | 第50回衆議院議員総選挙   | 2024年10月27日 | 66   | 比例東京ブロック | 自由民主党 | ーー票    | ーー   | 17   | /                  | 12/5                         |
| 落   | 第24回参議院議員通常選挙 | 2016年07月10日 | 67   | 参議院比例区     | 自由民主党 | 1万9540票 | ーー   | 50   | /                  | 30/12                        |